# Grad Čakovec
Grad Čakovec ali Stari grad Zrinskih (hrvaško Stari grad Čakovec, madžarsko Csáktornya) je utrjeni grad ali dvorec v centru mesta Čakovca na Hrvaškem. Danes se v njem nahaja Muzej Međimurja. 

## Zgodovina
Grad ali lesena utrdba  se prvič v listinah omenja v drugi polovici  13. stoletja, natančneje leta 1266.  Prvi graditelj je bil grof Dimitrij Čak (Csáky), po katerem kasneje dobi ime tudi naselje ob gradu. Kot utrjeni grad se omenja v listini ogrskega kralja Karla Roberta leta 1333. Leta 1350 je ogrski kralj Ljudevit grad (»castrum Csakaturn«) in posest Medjimurja podaril transilvanskemu vojvodi in kasneje hrvaškemu banu Štefanu II. Lackoviću. Po obtožbi Štefana II. Lackovića izdaje in njegovem umoru na ogrskem državnem saboru v Križevcih leta 1397 ogrski kralj Sigismund Luksemburški Lackovićem odvzame vsa posestva in tako pride v kraljevo last tudi grad Čakovec. Še istega leta kralj grad in posest Medjimurja podari bratom Nikolaju, Ivanu in Štefanu Kanižaj.
Leta 1405  kralj Sigismund Luksemburški proda grad in gospostvo Medjimurje v dedno last rodbine  celjskemu grofu in Zagorskemu grofu Hermanu II. za 48.000 dukatov. V posesti Celjskih je ostal do izumrtja zadnjega Celjana po moški liniji Ulrika II. leta 1456. Celjski so na gradu imeli svoje kastelane.
Po izumrtju Celjskih grad Čakovec in gospostvo Medjimurje spet pripade ogrskemu kralju, ki ga leta 1463 podeli  Janu Vitovcu, ki ga za kratek čas nasledita sinova. Ker sta bila tajna zaveznika nemškega cesarja Maksimilijana Habsburškega in obtožena izdajstva, jima grad in posestvo, kot vsa druga, ogrski kralj Matija Korvin odvzame. Leta 1473 Matija Korvin proda grad Čakovec in Medjimurje budimskemu veletrgovcu in bankirju Ivanu I. Ernuštu  imenovanemu Hampo, ki je hkrati postal tudi slavonski ban. Po smrti leta 1476 ga na Čakovcu nasledi sin Ivan II., njega pa leta 1519 Franc Ernušt, ki leta 1526 pade v Bitki pri Mohaču s Turki. Poslednji v rodu Gašpar Ernušt, ki je leta 1540 umrl brez potomcev, je bil poročen z Ano, hčerko hrvaškega bana Petra Keglevića. Njegova vdova je hotela Medjimurje in Čakovec zadržati, zato je njen oče Peter Keglević utrdbo Čakovec zasedel. Kralj Ferdinand I. Habsburški na to ni pristal in je po večletnih napetostih in oboroženem odporu dal Kegleviće na silo pregnati iz Čakovca. To je v imenu kralja leta 1546 naredil Nikola Šubić Zrinski, bodoči lastnik Medjimurja.
Cesar Ferdinand I. Habsburški je za zasluge v bojih s Turki in za poravnanje stroškov v bojih dal Čakovec in Medjimurje leta 1546 Nikoli Šubić Zrinskemu, ki je 1542 njegovo vojsko rešil pred Turki pri Budimu. Zrinski dobijo leta 1549 Medjimurje v trajno posest, leta 1554 pa v trajno last. Takrat pridobijo tudi naziv nemških državnih grofov. Pet generacij Zrinskih, med katerimi je bilo več hrvaških banov, je do 1671 gospodarilo Medjimurju. Jurij IV. Zrinski je trg Čakovec leta 1579 povzdignil v mesto in mu dal privilegij svobodne trgovine. Po zlomu zrinsko-frankopanske vstaje leta 1670 je grad Čakovec in gospostvo Medjimurje zasedel carski general Spankau in gospostvo je prišlo pod upravo ogrske Kraljevske komore, ki ga je dajala raznim zakupnikom.
Leta 1719 je lastnik gradu Čakovec in gospoščine Medjimurje postal češki grof Ivan Mihael Althan. Grad je bil takrat v slabem stanju, močna potresa leta 1723 in 1738 pa sta trdnjavo in palačo skoraj porušila. Grofje Althani so trdnjavo in palačo obnovili in prezidali. Leta 1791 grofje bratje Althan grad in gospoščino Medjimurje prodajo grofu Juriju Feštetiću za 1,6 mio forintov. Grof Eugen Feštetić je leta 1923 prodal grad Čakovec in pripadajoče gospostvo zagrebškemu podjetju za trgovino z lesom »Slavonija d.d.«, to pa leta 1933 čakovskemu obrtnemu združenju. Po drugi svetovni vojni so v gradu nastanili srednje šole, od leta 1954 pa je v lasti Muzeja Međimurja – Čakovec

## Arhitektonsko – gradbeni elementi gradu Čakovec
Grad Čakovec sestavljajo zunanji obrambni zidovi in bastioni, ki v tlorisu tvorijo peterokotno obliko. Bastioni so zgrajeni iz opeke. Trdnjavo so dograjevali že Lackovići in Celjski, današnjo obliko pa je dobila predvsem po dograditvah Zrinskih v 16. in 17. stoletju. Ti so zaradi stalne turške nevarnosti dotedanji kastrum spremenili v močno nižinsko renesančno trdnjavo.  
Notranja četverokotna palača je verjetno zgrajena za časa rodbine Ernušt (15. stoletje), nato prezidana za časa Zrinskih (16. in 17. stoletje), današnjo obliko pa je dobila v času, ko je bila v lasti čeških grofov Althan okoli leta 1743. Ti so staro renesančno palačo spremenili v monumentalni baročni dvorec, ki se imenuje „Novi Dor”. Angažirali so dunajskega dvornega arhitekta Antona Erharda Martinellija, ki je v duhu baroka avstrijskih cesarjev, obnovil in rekonstruiral celoten kompleks. Palači je dogradil drugo nadstropje in stolpič iznad vhoda v palačo prenesel nad vhod v trdnjavo. 

## Galerija
- Grad Čakovec – vzhodna stran
- Vhodni bastion Gradu Čakovec z notranje strani
- Novi dvor, danes Muzej Međimurja Čakovec
- Vhod v Grad Čakovec
- Topovska lina na severozahodnem stolpu
- Notranja palača (Novi dvor) z južne strani
- Pogled na kompleks Gradu Čakovec iz ptičje perspektive
- Prikaz čakovske trdnjave z leta 1640, ko je v njej gospodaril Nikola Zrinski Čakovečki